# Llei de Finagle
La llei de Finagle dels negatius dinàmics més coneguda al Regne Unit com a llei de Sod (Sod's Law), se sol enunciar així:
| « | Una cosa que pugui sortir malament ho farà, i a més al pitjor moment possible. En anglès: Anything that can go wrong, will — at the worst possible moment. | » |

El terme llei de Finagle va ser utilitzat per primera vegada per John W. Campbell Jr., l'influent editor de Astounding Science Fiction. L'utilitzava amb freqüència als seus editorials a les dècades de 1940 a 1960, però mai va arribar a ser tan popular com la llei de Murphy. Va popularitzar-se en les novel·les de Larry Niven als quals un grups de minaires en un cinturó d'asteroides utilitzen l'expressió com una broma recurrent durant la veneració del deus mort Finagle. Va ser criticada com epistemològicament enganyosa, com que, contràriament a les veritables lleis científics, no permet qualsevol predicció, i només pot aplicar-se a posteriori. Tot i la versió atenuada «Una cosa que pugui sortir malament, probablement ho farà.» en accentuar la probabilitat en lloc de la certitud, queda controversa, com que amplia la percepció del risc i inhibeix la gent a perseguir els seus objectius.
És considerada com també el corol·lari de Finagle de la llei de Murphy, tot i que les lleis de Sod o de Finagle molt probablement són anteriors a la de Murphy, que finalment diu la mateixa cosa però que va, per l'atzar de la història, guanyar més popularitat que els seus antecedents.
Un concepte relacionat, el «factor de Finagle», és un terme empíric multiplicatiu o additiu que apareix en una equació i que només es pot justificar pel fet que dona resultats més correctes. Hi ha una variant, coneguda com a «corol·lari d'O'Toole de la llei de Finagle», amb predicament entre els furoners, que parafraseja la segona llei de la termodinàmica (també coneguda com a llei de l'entropia): «La perversitat de l'univers tendeix cap a un màxim.»

## La llei de Finagle a les arts
A més de les novel·les de Larry Niven, apareix a l'episodi de Star Trek L'últim ordinador, a la qual el doctor McCoy fa esment d'una beguda alcohòlica coneguda com la «Bogeria de Finagle», aparentment una referència a la Llei de Finagle. Al primer episodi de la segona temporada, el capità Kirk li diu a en Spock, «Com diu una de les lleis de Finagle: 'Quan el vaixell arriba a un port on hi ha la llar d'algun tripulant, aquest tripulant mai sóc jo.'»